# Colombo Cricket Club
Der Colombo Cricket Club (CCC) ist eine Cricketmannschaft in Colombo. Der Club wurde 1863 gegründet und hat seit 1988/89 First-Class-Status. Bisher hat der Verein sieben Mal den wichtigsten First-Class-Wettbewerb in Sri Lanka, die Premier Trophy, gewonnen.

## Geschichte

### Die Anfänge
Die Vorläufer des Clubs können auf den Colombo Club der 1832 gegründet wurde zurückgeführt werden. Dieser wurde dominiert durch die Briten und als sich im Heimatland Cricket als Sportart etablierte, gründete man 1863 den Colombo Cricket Club. Zu diesem Zweck wurde ein Clubhaus am 31, Maitland Crescent Colombo 7 eröffnet, dass auch ab dem Jahr 1894 ein Spielfeld enthielt. Diese Spielstätte ist heute bekannt als Colombo Cricket Club Ground und befindet sich in direkter Nachbarschaft zum Sinhalese Sports Club Ground und dem Nondescripts Cricket Club Ground.  In 1892 spaltete sich eine Abteilung für Hockey und Fußball ab, und gründete den Colombo Hockey and Football Club (CH & FC). Heute stehen die beiden Clubs und der 1899 gegründete Queen’s Club für Squash und Tennis unter dem Schirm des Colombo Gymkhana Club. Das erste Cricket-Spiel in Sri Lanka wurde zwischen dem CCC und dem 97. Regiment der British Army ausgetragen.

### Aufstieg in die nationale Spitze
Ihre erste Meisterschaft, damals P. Sara Trophy genannt, konnte der Club 1979/80 gewinnen. Mit 1984/85 und 1987/88 erfolgten noch zwei weiterer vor der First-Class-Ära. Weitere Meisterschaften konnten sie sich unter Kapitän Jerome Jayaratne in der Saison 1995/96 und unter Nishitha Rupasinghe in der Saison 2006/07 sichern. In der Saison 2018/19 konnten sie sich mit deutlichem Vorsprung vor dem Saracens Sports Club die Meisterschaft sichern. Während der Saison gelang dem Bowler Malinda Pushpakumara während eines Spiels gegen Saracens die seltene Leistung von 10 Wickets in einem Innings zu erzielen, wobei er nur 37 Runs zuließ. Auch in der Saison 2019/20 gingen sie vorzeitig siegreich aus der Meisterschaft hervor, an dem vor allem der Kapitän Kusal Mendis einen großen Anteil hatte.
Einen Gewinn des List-A-Wettbewerbes Premier Limited Overs Tournament gelang ihnen bisher nicht.

## Erfolge
Gewinn der Premier Trophy: 1979/80, 1984/85, 1987/88, 1995/96, 2006/07, 2018/19, 2019/20